# Beautiful Trauma
Albums de P!nk
The Truth About Love
(2012) Hurts 2B Human
(2019)
Singles
1. What About Us
Sortie : 10 août 2017
2. Beautiful Trauma
Sortie : 28 septembre 2017
3. Whatever You Want
Sortie : 5 octobre 2017
4. Secrets
Sortie : 24 juillet 2018

Albums par You+Me
rose ave.
(2014)
Beautiful Trauma est le septième album studio de la chanteuse américaine P!nk, sorti le 13 octobre 2017.
Sa sortie a été repoussée en raison de la naissance de son deuxième enfant, en décembre 2016.
Le premier single What About Us est finalement sorti le 10 août 2017. En date de début août 2017, l'album et le single n'ont fait l'objet d'aucune promotion, à part celle faite sur les réseaux sociaux par l'artiste.
Le 28 septembre, la chanson Beautiful Trauma est dévoilée.
Le 5 octobre, c'est au tour du troisième single, Whatever You Want, d'être mis en ligne.
Le 24 juillet 2018, un quatrième single est mis en ligne sur YouTube : Secrets.

## Liste des titres
| 1.    | Beautiful Trauma            | P!nk, Jack Antonoff                                                       | 4:10 |
| 2.    | Revenge (featuring Eminem)  | P!nk, Max Martin, Shellback, Marshall Mathers                             | 3:46 |
| 3.    | Whatever You Want           | P!nk, Max Martin, Shellback                                               | 4:02 |
| 4.    | What About Us               | P!nk, Johnny McDaid, Steve Mac (en)                                       | 4:29 |
| 5.    | But We Lost It              | P!nk, Greg Kurstin                                                        | 3:27 |
| 6.    | Barbies                     | P!nk, Julia Michaels, Ross Golan (en), Ludvig Söderberg, Jakob Jerlström  | 3:43 |
| 7.    | Where We Go                 | P!nk, Greg Kurstin                                                        | 4:27 |
| 8.    | For Now                     | P!nk, Julia Michaels, Mattias Larsson, Robin Fredriksson (en), Max Martin | 3:36 |
| 9.    | Secrets                     | P!nk, Max Martin, Shellback, Oscar Holter (en)                            | 3:30 |
| 10.   | Better Life                 | P!nk, Jack Antonoff, Sam Dew (en)                                         | 3:20 |
| 11.   | I Am Here                   | P!nk, Billy Mann (en), Christian Medice                                   | 4:06 |
| 12.   | Wild Hearts Can't Be Broken | P!nk, busbee (en)                                                         | 3:21 |
| 13.   | You Get My Love             | P!nk, Tobias Jesso Jr.                                                    | 5:11 |
| 51:08 |                             |                                                                           |      |

| Bonus édition japonaise | Bonus édition japonaise                      | Bonus édition japonaise | Bonus édition japonaise | Bonus édition japonaise | Bonus édition japonaise | Bonus édition japonaise | Bonus édition japonaise | Bonus édition japonaise | Bonus édition japonaise |
| No                      | Titre                                        | Auteur                  | Durée                   |                         |                         |                         |                         |                         |                         |
| ----------------------- | -------------------------------------------- | ----------------------- | ----------------------- | ----------------------- | ----------------------- | ----------------------- | ----------------------- | ----------------------- | ----------------------- |
| 14.                     | White Rabbit (reprise de Jefferson Airplane) | Grace Slick             | 2:43                    |                         |                         |                         |                         |                         |                         |
| 53:51                   |                                              |                         |                         |                         |                         |                         |                         |                         |                         |